# Odontomyia vittata
Odontomyia vittata är en tvåvingeart som beskrevs av Macquart 1850. Odontomyia vittata ingår i släktet Odontomyia och familjen vapenflugor. Inga underarter finns listade i Catalogue of Life.